# دنیس مافی
دنیس مافی (انگلیسی: Denis Maffey; ۲۲ فوریهٔ ۱۹۲۲ – ۱۹۹۵ (۷۲−۷۳ سال)) بازیکن فوتبال اهل بریتانیا بود.
از باشگاه‌هایی که در آن بازی کرده‌است می‌توان به باشگاه فوتبال ایپسویچ تاون، باشگاه فوتبال کولچستر یونایتد، باشگاه فوتبال فلیکستو و والتون یونایتد، و باشگاه فوتبال کروک تاون اشاره کرد.